# Crunomys suncoides
Crunomys suncoides — вид пацюків (Rattini), ендемік Філіппіни.

## Морфологічна характеристика
Довжина голови й тулуба 108 мм, довжина хвоста 101 мм, довжина лапи 33 мм, довжина вуха 16 мм, вага 37 грамів. Волосяний покрив короткий і пухнастий. Уздовж хребта, на голові і на стику хвоста забарвлення темно-коричневе з легким помаранчевим відтінком, боки світліші, а боки морди чорнувато-бурі. Навколо очей є два кільця безволосої шкіри. Вуса короткі й чорнуваті. Вуха малі й майже позбавлені пігменту. Груди і живіт світло-коричнево-помаранчеві. Зовнішні частини ніг тілесного кольору. Хвіст такий же, як голова і тулуб, зверху темно-сірувато-бурий, знизу тілесний.

## Середовище проживання
Цей вид відомий лише з однієї особини, відловленої на горі Катанглад, острів Мінданао, Філіппіни. Мешкає в первинних мохових лісах на висоті 2500 метрів над рівнем моря.

## Спосіб життя
Немає інформації.